# Ed Burke
Pour les articles homonymes, voir Burke.
Edward Burke ou Ed Burke, né le 4 mars 1940 à Ukiah, est un athlète américain, spécialisé dans le lancer du marteau. Il fut également le porte-drapeau de la délégation américaine aux Jeux olympiques d'été de 1984.